# Hatching Mayflies
『Hatching Mayflies』（해칭 메이플라이즈）는 2011년 6월 1일에 발매된 더 하이에이터스의 2번째 EP(싱글)이다. 일본 내 시디번호는 FLCF-4375이며ㅡ 한국에서는 발매되지 않았다.

## 개요
더 하이에이터스의 2번째 EP이다.
이번 작품부터는 프로듀스가 더 하이에이터스로 표기되어 있다.
자켓 일러스트와 디자인은 Nii Makoto가 담당했다.
2011년 6월 13일 자 오리콘 차트에 따르면, 약 2만장의 판매고를 올려 8위를 기록했다.
이 EP 내의 「Bittersweet / Hatching Mayflies」는 PV로 제작되었다.
이 CD는 외국곡이로 분류되어 있어 CD 대여점에서는 발매일로부터 1년 정도 지나야 접할 수 있다(수록곡 전체는 영어 가사임).

## 수록곡
1. Bittersweet / Hatching Mayflies [4:27]
  - 작사: Takeshi Hosomi / 작곡:더 하이에이터스

PV로 제작되었다.
2. The Brainwasher [3:06]
  - 작사: Takeshi Hosomi / 작곡:더 하이에이터스
3. Snowflakes [3:45]
  - 작사: Takeshi Hosomi / 작곡:더 하이에이터스

## 레코딩 구성원
- 호소미 타케시 (細美武士) : 보컬・기타 (전체곡)
- masasucks : 기타 (전체곡)
- 우에노 코지 (ウエノコウジ) : 베이스 (전체곡)
- 카시쿠라 타카시(柏倉隆史) : 드럼 (전체곡)・기타 (M-1, 3)・프로그래밍 (M-1, 3)
- 호리에 히로히사 (堀江博久) : 키보드 (전체곡)・신시사이저 (M-1, 3)